# Горст фон Меллентін
Горст фон Меллентін (нім. Horst von Mellenthin; нар. 31 липня 1898, Ганновер — пом. 8 січня 1977, Вісбаден) — німецький воєначальник часів Третього Рейху, генерал артилерії (1945) Вермахту. Кавалер Лицарського хреста Залізного хреста з Дубовим листям (1945). Учасник Першої та Другої світових війн.

## Біографія
Військова кар'єра
- 20 лютого 1915 — фенрих
- 18 червня 1915 — лейтенант
- 31 липня 1925 — обер-лейтенант
- 1 квітня 1932 — гауптман
- 1 квітня 1936 — майор
- 1 серпня 1939 — оберст-лейтенант
- 1 березня 1941 — оберст
- 1 грудня 1943 — генерал-майор
- 1 липня 1944 — генерал-лейтенант
- 16 березня 1945 — генерал артилерії

Горст фон Меллентін народився 31 липня 1898 року в Ганновері в родині зі стародавніми коріннями шляхетного роду ноймарсько-поморського походження. Його батьком був офіцер кайзерівської армії Пауль фон Меллентін (1866—1918), молодшим братом був майбутній генерал, військовий історик Фрідріх-Вільгельм фон Меллентін. У віці 15 років поступив на навчання до кадетського корпусу Потсдама, потім до Грос-Ліхтерфельда, які він закінчив з відзнакою. 20 січня 1915 року поступив на військову службу фенрихом до 6-го артилерійського полку у Бреслау. 16-річним здобув звання лейтенанта, проходив службу в артилерійських підрозділах на Західному фронті в роки Першої світової війни. Відзначений Залізним хрестом обох ступенів.
1921 році Г. фон Меллентін продовжив службу в лавах рейхсверу. З 1932 року ад'ютант командувача армійського командування, зокрема був помічником таких військових керманичів як Курт фон Гаммерштайн та Вернер фон Фріч. З липня 1937 року начальник групи військових аташе при генеральному штабі армії в Берліні.
1 березня 1943 року йому присвоєне звання оберст та призначено командиром 67-го гренадерського полку 23-ї піхотної дивізії, що діяла при блокаді Ленінграда. У серпні Г. фон Меллентін очолив цю дивізію, а трохи пізніше став командиром 93-ї піхотної дивізії. 1 грудня 1943 року його призначили командувати 205-ю піхотною дивізією 43-го армійського корпусу генерала від інфантерії К. фон Офена.
10 жовтня 1944 року генерал-лейтенанта Г. фон Меллентіна відзначено Лицарським хрестом Залізного хреста.
Останні місяці війни генерал Г. фон Меллентін командував 16-м, 11-м і 8-м армійськими корпусами. 4 квітня 1945 року його удостоєно дубового листя до Лицарського хреста. На чолі йому довелося тримати оборону в Карконошах, гірському масиві на території Польщі та Чехії, в найвищій частині Судет, де підпорядковані генералу війська корпусу стримували радянський наступ на захід. Спромігся відвести частини, що йому підкорялися, у західному напрямку, де склав зброю американцям.
Після звільнення з американського полону Г. фон Меллентін працював в організації Гелена, з 1956 року в посольстві Західної Німеччини у Вашингтоні.
8 січня 1977 року генерал артилерії Г. фон Меллентін помер у Вісбадені, де був похований із військовою пошаною.

## Нагороди
- Залізний хрест
  - 2-го класу (22 серпня 1915)
  - 1-го класу (29 травня 1917)
- Орден Святого Йоанна (Бранденбург), лицар справедливості
- Почесний хрест ветерана війни з мечами
- Медаль «За вислугу років у Вермахті» 4-го, 3-го і 2-го класу (18 років)
- Хрест Воєнних заслуг
  - 2-го класу з мечами (30 січня 1941)
  - 1-го класу з мечами (25 жовтня 1941)
- Застібка до Залізного хреста
  - 2-го класу (15 липня 1943)
  - 1-го класу (26 липня 1943)
- Німецький хрест в золоті (25 березня 1944)
- Двічі відзначений у Вермахтберіхт (20 вересня і 27 грудня 1944)
- Нагрудний знак «За поранення» в сріблі (28 вересня 1944)
- Лицарський хрест Залізного хреста з дубовим листям
  - лицарський хрест (10 жовтня 1944)
  - дубове листя (№815; 4 квітня 1945)
- Орден «За заслуги перед Федеративною Республікою Німеччина», командорський хрест (1964)